# Ordre de Léopold
Pour les articles homonymes, voir Ordre de Léopold (homonymie).
Ne doit pas être confondu avec Ordre impérial de Léopold.
L'ordre de Léopold (en néerlandais : Leopoldsorde) est l'ordre militaire et civil le plus important du royaume de Belgique. L'ordre fonctionne comme ordre dynastique belge, sous les auspices du roi des Belges. Fondé en 1832, il doit son nom au roi Léopold Ier.

## Historique
La décoration fut établie en 1832 sous l'impulsion du comte Félix de Merode, ministre d’État à l'époque et fut décernée pour la première fois à un sapeur français nommé Ausseil qui perdit une jambe lors du siège d'Anvers. Elle comporte trois catégories : civil, militaire et maritime (créée en 1934). Elle est décernée pour mérites exceptionnels et s'étend dans tous les domaines.
La catégorie maritime n'est décernée qu'à des civils, les officiers de la marine sont militaires et peuvent donc recevoir la croix avec les glaives croisés.
Durant la Seconde Guerre mondiale, l'ordre de Léopold fut décerné à plusieurs officiers d'armée étrangère qui ont aidé à libérer la Belgique de l'occupation nazie, parmi lesquels George S. Patton, Bernard Montgomery et Dwight Eisenhower.

### Famille royale
Dans la famille royale, le grand cordon est donné par le chef de famille, comme cadeau officiel pour des actes dynastiques de grande importance. Le roi, qui est totalement libre dans son choix, décide lui-même qui des membres de sa dynastie, reçoit le grand cordon, sans intervention ministérielle. Cette habitude dynastique est encore en vigueur durant le règne du roi Philippe. Les titulaires peuvent augmenter leurs armes, avec le Grand Collier de l'ordre, avec accord du Chef de la famille.
En 1853, le roi Léopold Ier donne le grand cordon à son héritier, le duc de Brabant, le futur Léopold II, comme cadeau pour son 18e anniversaire. 
Baudouin de Belgique, le fils aîné de Philippe de Belgique, comte de Flandre, reçoit le même cadeau de Léopold II en 1887.
Le futur beau-fils de Léopold II, Rodolphe, le reçoit en mars 1880, après sa demande en mariage de la princesse Stéphanie.
En 1990, le Roi Baudouin donne le grand cordon à son neveu, le prince Philippe, fils du Prince de Liège, comme cadeau pour son 30e anniversaire.
En 2018, le président francais Emmanuel Macron reçoit le grand cordon du Roi Philippe et l'année suivante, ce dernier octroie le grand cordon à son héritière majeure, Élisabeth de Belgique, duchesse de Brabant à l'occasion de son dix-huitième anniversaire, celle-ci devenant  le membre le plus jeune de tous les titulaires vivants.
Comme cadeau diplomatique, le chef de l'État peut approuver des exceptions: l'exécution en diamants est prévue pour des rois ou des reines. Dans la collection royale sont conservées quelques étoiles en diamants. Ceci est rare. Exemple connu : l'étoile en diamants et brillants donnée par le Roi Leopold II en 1898 pour l'anniversaire (18 ans) de la reine Wilhelmine des Pays-Bas.

Armoiries de la Maison royale belge, augmentées avec le grand Collier héraldique. Version approuvée par le roi Philippe, datée du 19 juillet 2019.
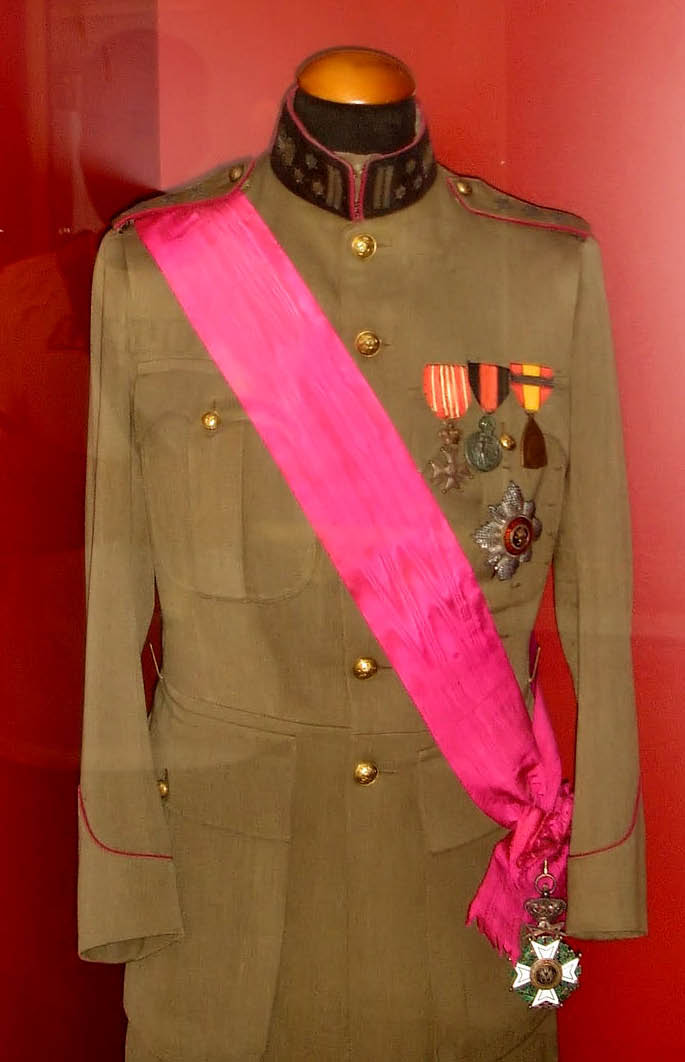
Uniforme de lieutenant général d'Albert Ier de Belgique (grand cordon), avec croix en écharpe et l'étoile à la boutonnière. Les autres décorations sont la croix de Guerre 1914-1918, la médaille de l'Yser 1914-1918 et la médaille commémorative de la Guerre 1914-1918.
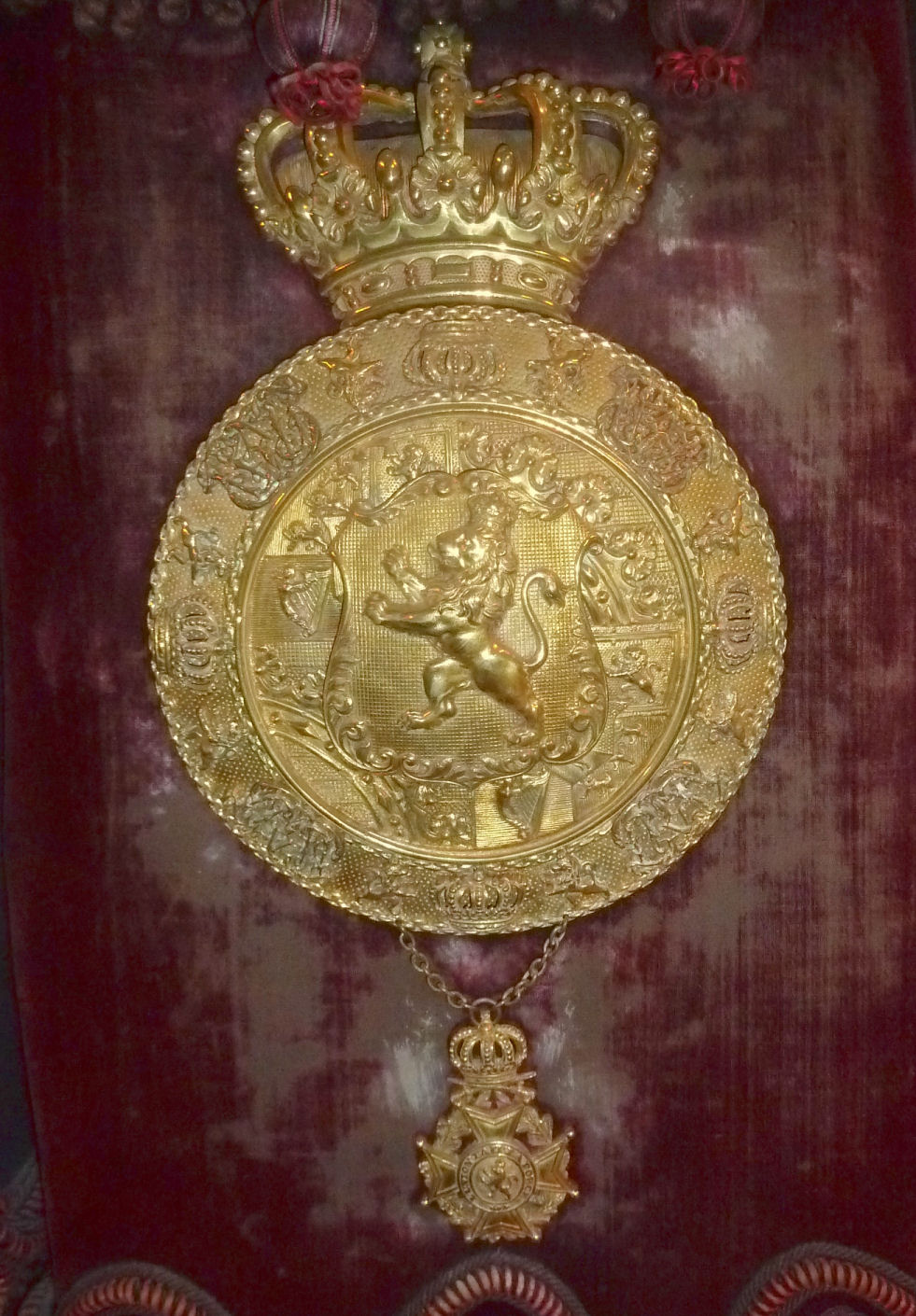
Sceaux de Léopold Ier sur un carrosse royal.
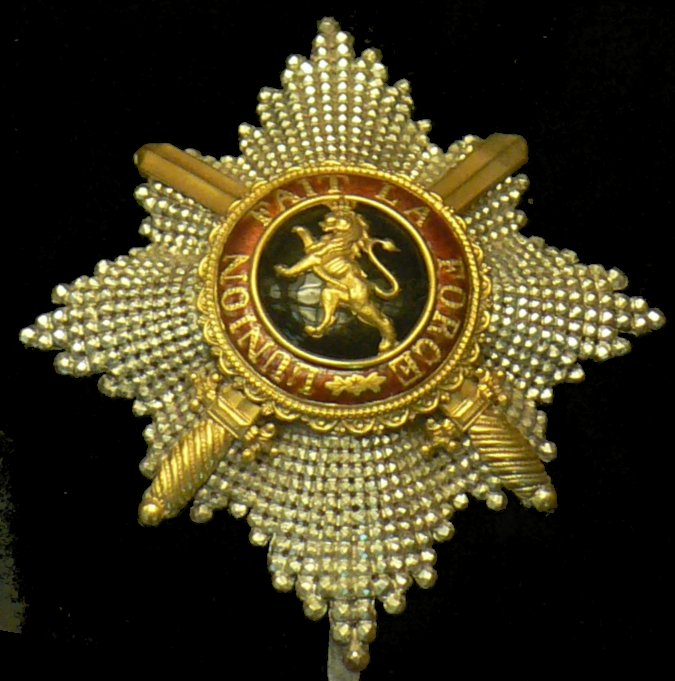
L'étoile de grand cordon de l'ordre de Léopold de Belgique, catégorie militaire.

## Structure
L'ordre comporte cinq classes :
- Grand cordon : porte la croix en écharpe et l'étoile en argent massif à la boutonnière.
- Grand officier (créé en 1838) : porte l'étoile en argent bombé à la boutonnière.
- Commandeur : porte la croix en or en sautoir autour du cou.
- Officier : porte la croix en or à la boutonnière avec rosette.
- Chevalier : porte la croix en argent à la boutonnière.

Toutes les classes comportent trois catégories :
- Civile.
- Militaire : la décoration porte deux glaives croisés en support de la couronne dans le bijou (militaire combattant).
- Maritime : les glaives sont remplacés par des ancres.

## Description

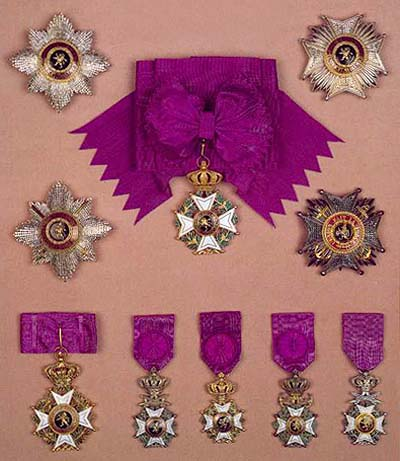
Partie supérieure : étoile de grand cordon (gauche) - divisions civile (haut) et militaire (bas), ruban de grand cordon (milieu), plaques de grand officier (droite) - divisions civile (haut) et maritime (bas). Partie inférieure : croix de commandeur (division civile), croix d'officier (division militaire), croix d'officier (division civile), croix d'officier (division maritime), croix de chevalier (division militaire).

La décoration de l'ordre consiste en une croix blanche émaillée portant une guirlande de laurier et de chêne entre chacune des quatre branches. Le centre est constitué d'un écusson émaillé entouré d'un cercle rouge entre deux petits cercles d'or, avec à l'avers, les armes du royaume et la devise (L'union fait la force) en lettres d'or en exergue et au revers, le chiffre du roi Léopold Ier, composé de deux L et de deux R. Le tout est surmonté d'une couronne royale.
La couleur choisie pour le ruban est le violet amarante.
Cette décoration est l'équivalent de la Légion d'honneur en France.
Certaines personnalités françaises ont été reçues dans cet ordre de Léopold Ier pour leur renommée internationale, ou pour services rendus à la Belgique et ont été promus directement au grade de commandeur, dont Edgard de Larminat, Hélène Carrère d'Encausse, Maurice Druon, Maurice Béjart, Nicolas Sarkozy.
Le ruban peut être orné d'épées croisées pour attribution en période de guerre (en or pour les officiers et en argent pour les chevaliers). Seules les médailles décernées pendant la première Guerre mondiale ne comportent pas d'agrafe au-dessus des épées. Pour les décorations remises durant la Seconde Guerre mondiale et la guerre de Corée, une agrafe (d'or ou d'argent selon le grade) précise 40-45 ou Corée. Le ruban peut également être liseré d'or pour acte spécial de valeur, rayé d'or pour acte de mérite exceptionnel, être chargé d'une étoile d'argent pour mérite spécial dans les œuvres de bienfaisance, et d'une étoile d'or pour citation à l'ordre du Jour.

## Héraldique

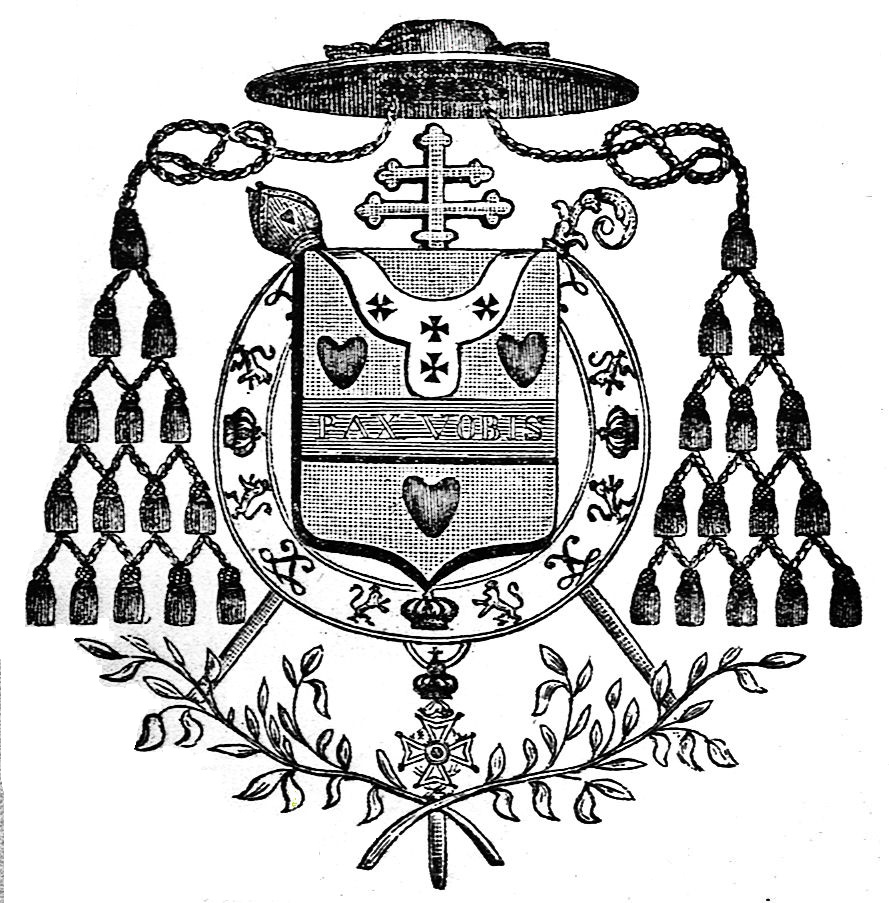
Armoiries de Mgr Sterckx, grand cordon.

Les membres grand cordon ont le droit de présenter leurs armes avec le collier autour.